# Lista över länsvägar i Gotlands län
Detta är en lista över länsvägar i Gotlands län. 
Numren på de övriga länsvägarna (500 och uppåt) är unika per län, vilket innebär att vägar i olika län kan ha samma nummer. För att hålla isär dem sätts länsbokstaven framför numret.
Rv är för riksvägar. Länsvägar inom länet, även primära, redovisas här utan I.

## Primära länsvägar 100–499
| Väg | Sträckning |
| --- | --- |
| 140 | Fidenäs (142) – Sproge – Klintehamn (141) – Västergarn (575) – Kroks (600, 601) – Visby (142/148, 143, 148). Genomfart Visby: Söderväg, Solbergagatan, Norra Hansegatan och Broväg                                                |
| 141 | Hemse (142) – jämte grenväg 141.01 mot Burgsvik (142) – Klintehamn (140). Genomfart Hemse: Fardhemsvägen |
| 142 | Burgsvik (506) – Fidenäs (140) – Havdhem – Hemse (141.01, 141) – Sindarve (Hemse) (144) – Linde (545, 546) – Simunde (564) – Tass (563) – Isums (578, 592, 604) – Visby (148, 140) – Visby hamn (148). Genomfart Hemse: Storgatan |
| 143 | Hallute (144) – Ala (146) – Sjonhem – Roma – Visby (148, 147, 140). Genomfart Visby: Follingboväg - Österväg |
| 144 | Sindarve (142) – Lye – Garda – Hallute (143) - Ljugarn |
| 146 | Ala (143) – Kräklingbo – Gothem – Haga (626) – Boge kors (147) |
| 147 | Visby (143) – Hejdeby – Krampbro (623) Krampbro (638) – Burs (634) – Bäl – Boge kors (146) – Slite – St Banne (148). Genomfart Visby: Slitevägen. Genomfart Slite: Solklintsvägen                                                 |
| 148 | Visby hamn (142) – Visby (140, 148) – Tingstäde – St Banne – Lärbro (149) – Fårösund (färjeläget). Genomfart Fårösund: Fårövägen                                                                                                  |
| 149 | Visby – Lummelundsbruk – Stenkyrka – Kappelshamn – Lärbro (148). Genomfart Visby: Lummelundsväg |

## 500–599
- Länsväg I 500: Hoburg – Sippmane (501) – Vamlingbo kyrka (502) – Sibbjäns (503) – Burgsvik (506, 142)
- Länsväg I 501: Sippmanne (500) – Bonsarve (502) – Lilla Sindarve (503) – Storms (504)
- Länsväg I 502: Vamlingbo kyrka (500) – Bonsarve (501)
- Länsväg I 503: Sibbjäns (500) – Storms (501)
- Länsväg I 504: Vändburgen – Storms (501) – Sandkvie (505) – sydost om Ronnarve (506) – Ronnarve (509) – Fidenäs (142)
- Länsväg I 505: Sandkvie (504) – Faludden
- Länsväg I 506: Burgsvik (500, 142) – sydost om Ronnarve (504)
- Länsväg I 507: Burgsvik hamnväg (142)
- Länsväg I 508: Burgsvik Stationsväg (142)
- Länsväg I 509: Olofs (142) – Ronnarve (504)
- Länsväg I 510: förbindelseväg vid Fidenäs (142 – 140)
- Länsväg I 512: Hajslunds (518) – sydost om Bols (140) – Näs (513) – Olsvenne
- Länsväg I 513: Näs (512) – Sigsarve (140)
- Länsväg I 514: Roes (142) – Hallinge – Skradarve (516) – Grötlingbo kyrka (142)
- Länsväg I 516: Skradarve (514) – Eke kyrka (518)
- Länsväg I 517: Sandes (142) – Bölske (518)
- Länsväg I 518: nordost om Bols (140) – Hestlunds (512) – Sigters (520) – Havdhem (142) – Bölske (517) – Eke kyrka (516) – Smissarve (525) – Magnuse (526) – Rone (527) – Flors (553) – Gajbjänne (536)
- Länsväg I 520: Sigters (518) – Hablingbo kyrka (522) – Hablingbo (521) – Silte (529) – Mästermyr västra (530) – Levide kyrka (542) – Magnuse (141)
- Länsväg I 521: Hagsarve (140) – Hablingbo (520)
- Länsväg I 522: Hablingbo kyrka (520) – Havor (523) – Rangsarve (142)
- Länsväg I 523: Havor (522) – Mästermyr östra (530). BK2-väg
- Länsväg I 524: väg genom Alva (142 – 525 – 142)
- Länsväg I 525: Alva (524) – Smissarve (518)
- Länsväg I 526: Magnuse (518) – Ålarve (527) – Gullgårda – Änges (537)
- Länsväg I 527: Hemse (142, 528) – Rone (518) – Ålarve (526) – Ronehamn. Genom Hemse: Ronevägen
- Länsväg I 528: Bangårdsgatan – Jakob Gråbergs plats – Ängsgatan i Hemse (527 – 142)
- Länsväg I 529: Siglajvs (140) – Silte (520)
- Länsväg I 530: Snoder (140) – Mästermyr västra (520) – Mästermyr Östra (523, 531) – Hemse(142). Genom Hemse: Färgerigatan
- Länsväg I 531: Mästermyr östra (530) – Fardhem (141). BK2-väg
- Länsväg I 532: Bjärby (534) – Etelhems kyrka (552)
- Länsväg I 533: Västerlaus (144) – Flors (518)
- Länsväg I 534: Lye (144) – Vänge – Sjonhems backe (143)
- Länsväg I 535: Hägvalds (534) – Vänge kyrka – Bjärges (534)
- Länsväg I 536: Stånga (144) – Tällungs (541) – Ganne (518) – Burs (537) – Husarve – När (538) – Hallute (539) – Kauparve (540) – Lau kyrka (548) – Garda (144)
- Länsväg I 537: Burs (536) – Änges (526) – Tiricker (538) – Öndarve (539) – Närshamn
- Länsväg I 538: Tiricker (537) – När (546)
- Länsväg I 539: Öndarve (537) – Mickelsgård (540) – Hallute (536)
- Länsväg I 540: Mickelsgård (539) – Gangvide – Hallsarve (712) – Kauparve (536)
- Länsväg I 540.01: väg till Bomunds i Hammaren
- Länsväg I 541: Tällungs (536) – Dals (144)
- Länsväg I 542: Käbbe – Bopparve (140) – Eksta kyrka (543) – Levide kyrka (520)
- Länsväg I 543: Mattsarve (140) – Eksta kyrka (542) – Rovide (549) – Fröjel (140)
- Länsväg I 544: Magnuse (141) – Gerums kyrka – Sandarve (545)
- Länsväg I 545: Nicksarve (141) – Fardhems kyrka (141) – Sandarve (544) – Linde kyrka (142)
- Länsväg I 545.01: grenväg mot Levide (141)
- Länsväg I 546: Duckarve (142) – Stånga kyrka – Stånga (144)
- Länsväg I 547: väg till Lye kyrka (144)
- Länsväg I 548: Lau kyrka (536) – Gogs (712) – Rudvier (144)
- Länsväg I 549: Rovide (543) – Puser (141)
- Länsväg I 551: Alstäde (141) – Hejdes – Lojsta (142)
- Länsväg I 552: Bjärs (142) – Mariedal – Etelhems kyrka (532) – Kyrkeby (534)
- Länsväg I 553: Bjärby (534) – Garde (554, 144)
- Länsväg I 554: väg till Garda kyrka (144)
- Länsväg I 554.01: väg till Etelhem (553)
- Länsväg I 556: Ardre ödekyrka (143) – Petsarve (557) – Skogby (559) – Gammelgarns kyrka (558) – Högbytomt (631)
- Länsväg I 557: Västerby (143) – Ardre kyrka – Petsarve (556)
- Länsväg I 558: Hardö (631) – Gammelgarns kyrka (556)
- Länsväg I 559: Skogby (556) – Sandviken – Östergarns kyrka (560)
- Länsväg I 560: Högbytomt (631) – Östergarns kyrka (559) – Herrvik
- Länsväg I 561: Gannarve (140) – Klinte kyrka (141)
- Länsväg I 562: Klintebys (141) – Loggarve (563) – Sandäskes (569) – Häglajvs (570) – Ejmunds (577, 578) – Skogs – sydost om Levide (589) i Eskelhem – Stora Enbjänne (590) – Sojvide (603, 602) – Gardrungs (568) – Stenkumla kyrka (610) – Sion (618) – Langs Hage (142)
- Länsväg I 563: Loggarve (562) – Forsa (571) – Hejde kyrka – Tass (142)
- Länsväg I 564: Simunde (142) – Krasse (573) – Nygårds i Buttle (534)
- Länsväg I 565: Nygårds i Buttle (534) – Velinge – Gurfiles (143)
- Länsväg I 566: Klintehamn, hamnvägen
- Länsväg I 568: Klintehamn (140) – Stenhuse (569) – Sanda kyrka (577) – Sandegårda (575) – Eskelhems kyrka (589, 576) – Bringsarve (601) – Övide (602) – Gardrungs (562)
- Länsväg I 569: Stenhuse (568) – Sandäskes (562)
- Länsväg I 570: Häglajvs (562) – Gervalds – Dans (571)
- Länsväg I 571: Forsa (563) – Dans (570) – Mölner (581) Isome (142)
- Länsväg I 572: Skradarve (583) – Guldrupe kyrka (573)
- Länsväg I 573: Krasse (564) – Guldrupe kyrka (572) – Bjärges (582, 582, 534)
- Länsväg I 574: Kräklingbo kyrka (146) – Tjängvide (631) – Rågåkra
- Länsväg I 575: Västergarn (140) – Västergarns kyrka (576) – Sandegårda (568)
- Länsväg I 576: Västergarns kyrka (575) – Mafrids – Eskelhems kyrka (568)
- Länsväg I 577: Sanda kyrka (568) – Ejmunds (562)
- Länsväg I 578: Ejmunds (562) – Pilungs (579) – Ringome (580) – Bander (590) – Källgårds(591) – Isums (142)
- Länsväg I 579: Pilungs (578) – Mästerby kyrka (580)
- Länsväg I 580: Ringome (578) – Mästerby kyrka (579) – Kvie vid Väte kyrka (581, 142)
- Länsväg I 581: Mölner (571) – Kvie i Väte (580, 142)
- Länsväg I 582: väg till och förbi Bjärges busstation (573)
- Länsväg I 583: Väte (142) – Skradarve (572) – Viklau (584) – Lilla Sojvide (534)
- Länsväg I 584: Viklau kyrka (583) – Högbro (143)
- Länsväg I 585: Lilla Sojvide (534) – Sjonhems kyrka (143)
- Länsväg I 586: Anggalten (631) – Boters – Anga (146)
- Länsväg I 587: väg till Anga kyrka (146)
- Länsväg I 589: Eskelhems kyrka (568) – sydost om Levide (562) i Eskelhem
- Länsväg I 590: Stora Enbjänne (562) – Bander (578)
- Länsväg I 591: Källgårds (578) – Hogräns kyrka (603) – Valls kyrka (142)
- Länsväg I 592: Isums (142) – Atlingbo kyrka (593)
- Länsväg I 593: Juves (142) – Atlingbo kyrka (592) – Rindarve – Stenstugu (594)
- Länsväg I 594: Björke kyrka (604) – Stenstugu (593) – Romakloster (143)
- Länsväg I 595: väg till Roma busstation (143)
- Länsväg I 596: Högbro (143) – Halla kyrka – Unsarve (631)
- Länsväg I 598: Sjonhems backe (143) – Hällinge (631)
- Länsväg I 599: Båtels (631) – Ganthems kyrka – Norrlanda kyrka – Krakfot (146)

## 600–699
- Länsväg I 600: Kroks (140) – Gnisvärds fiskeläge
- Länsväg I 601: Bjärs (140) – Bringsarve (586)
- Länsväg I 602: Övide (568) – Sojvide (562)
- Länsväg I 603: Sojvide (562) – Hogräns kyrka (591)
- Länsväg I 604: Isums (142) – Björke kyrka (594) – Roma kyrka (143)
- Länsväg I 605: väg till Romakloster (143)
- Länsväg I 606: Levide (142) – Suderbys (607) – Akebäcks kyrka – Dede (143)
- Länsväg I 607: Suderbys (606) – Roma kyrka (143)
- Länsväg I 608: Roma kyrka (143) – Karby – Hässelby (631)
- Länsväg I 609: Dalhems kyrka (631) – Kaungs (613) – Hörsne (614) – Bunna (615) – Aurungs (146)
- Länsväg I 610: Stenkumla kyrka (562) – Träkumla (142)
- Länsväg I 612: Diskarve (143) – Stava (616) – Barlingbo (622) – Lillåkre (631)
- Länsväg I 613: Siggur (631) – Kaungs (609)
- Länsväg I 614: Hörsne kyrka (609) – Bara (625) – Vallstena (624)
- Länsväg I 615: Bunna (609) – Lina – Västerbjärs (624)
- Länsväg I 616: Stava (612) – Hallfreda (621)
- Länsväg I 617: Gothem (146) – Hangre
- Länsväg I 618: Hallvards (140) – Västerhejde (619) – Sion (562)
- Länsväg I 619: väg till Västerhejde kyrka (618)
- Länsväg I 620: Klinte (143) – Follingbo kyrka
- Länsväg I 621: Dede (143) – Hallfreda (616) – Stenstugu (622) – Endre kyrka (631)
- Länsväg I 622: Barlingbo (612) – St Hulte (632) – Stenstugu (621)
- Länsväg I 623: Röstäde (631) – Ekeby kyrka (623) – Hägelsarve (633) – Krampbro (147)
- Länsväg I 624: L Fjälls (631) – Ekeby kyrka (623) – Säggeby (625) – Källunge (634) – Allekvia i Vallstena (635) – Västerbjärs (615) – Haga (146)
- Länsväg I 625: Säggeby (624) – Bara (614)
- Länsväg I 626: Haga (146) – Botvalde – Botvaldevik
- Länsväg I 627: Visborgs slätt (140) – Fridhem
- Länsväg I 628: Klinte (143) – Norrbys (629) – St Vede – Ölbäck (631)
- Länsväg I 629: väg till Tallbacken (628)
- Länsväg I 631: Visby (147) – Ölbäck (628) – Allekvia i Endre (636) – Kvie i Endre (637) – Endre kyrka (621) – L Hulte (632) – L Fjälls (624) – Röstäde (623) – Lillåkre (612) – Siggur (613) – Dalhems kyrka (609) – Hässelby (608) – Unsarve (596) – Båtels (599) – Hällinge (598) – Hartviks – Anggalten (586) – Gurpe – Kräklingbo (146) – Tjängvide (574) – Hardö (558) – Högbytomt (556, 560) – Katthammarsvik
- Länsväg I 632: St Hulte (622) – L Hulte (631)
- Länsväg I 633: Hägelsarve (623) – Kullingbos – Suderbys (147)
- Länsväg I 634: Källunge (624) – Burs (147)
- Länsväg I 635: Allekvia i Vallstena (624) – Norrgårda – Bäls kyrka (716) – Nystugu i Bäl (147)
- Länsväg I 636: Allekvia i Endre (631) – Hejdeby kyrka (147)
- Länsväg I 637: Kvie i Endre (631) – Tibbles (147) – Bro kyrka (148)
- Länsväg I 638: Krampbro (147) – Kisslings (639) – Ryftes (649) – Fole kyrka (648) – Nygårds i Fole (647) – Lokrume kyrka (655)
- Länsväg I 639: Kisslings (638) – Larsarve (147)
- Länsväg I 647: Bro (148) – Nygårds i Fole (638)
- Länsväg I 648: väg till Fole kyrka (638)
- Länsväg I 649: Ryftes (638) – Boters – Suderbys i Hejnum (655)
- Länsväg I 650: Nystugu i Bäl (147) – Hejnums kyrka (655) – Rings – Tingstäde kyrka (148)
- Länsväg I 651: Tors (148) – Väskinde kyrka (652) – Vis (653) – samt Vis (653) St Klintegårda – Lummelundsbruk (149)
- Länsväg I 651.01: till Väskinde kyrka
- Länsväg I 652: Väskinde kyrka (651) – Skäggs (653)
- Länsväg I 653: Själsö (149) – Vis (651, 651) – Skäggs (652) – Bro kyrka (148)
- Länsväg I 655: Ekes (148) – Kroks – Lokrume (656) – Lokrume kyrka (638) – Suderbys i Hejnum (649) – Hejnums kyrka (650)
- Länsväg I 656: Lokrume (655) – L Hammars (148)
- Länsväg I 657: Boge kors (147) – Laxare – Ytings (664)
- Länsväg I 658: Stationsgatan i Slite (147 – 711 – 664)
- Länsväg I 663: Stationsgatan i Slite (711 – 664)
- Länsväg I 664: Slite (658, 653) – Närs (147) – Ytings (657) – Othem (681) – Othems kors (148). Genom Slite: Storgatan – Lännavägen
- Länsväg I 665: Nyplings (148) – Pajse (667, 713) – Lummelunda kyrka – Nygranne (149)
- Länsväg I 667: Pajse (665) – Martebo kyrka – Mos (670)
- Länsväg I 669: väg till Tingstäde busstation (670)
- Länsväg I 670: Tingstäde (148, 669) – Mos (667) – Stenkyrka kyrka (713) – Hälge (149)
- Länsväg I 672: Smiss (148) – Austers (684) – Hangvar (673) – Kvie i Hangvar (685) – Trekanten (149)
- Länsväg I 673: Othems kors (148) – Tängelgårde (706) – Hangvar (672)
- Länsväg I 674: Othems kors (148) – Gisslause (147) – Vägome (708, 675) – Hellvi (678)
- Länsväg I 675: Vägume (674) – St Hammars
- Länsväg I 676: Vivlings (678) – S:t Olofsholm
- Länsväg I 677: Malms (678) – Kyllaj
- Länsväg I 678: Lärbro (148) – St Ire (682) – Hellvi (710, 710, 674) – Vivlings (676) – Malms (677) – Risugns (683)
- Länsväg I 679: Rute torn (683) – Rute kors (148)
- Länsväg I 681: väg till och förbi Othems kyrka (664 – 664)
- Länsväg I 682: Takstens (148) – St Ire (678)
- Länsväg I 683: Västrume (148) – Rute torn (679) – Risugns (678) – Bräntings (707) – Lergrav
- Länsväg I 684: Austers (672) – Ire (149)
- Länsväg I 685: Kvie i Hangvar (672) – Kassle (149)
- Länsväg I 686: Tejnungs (149) – Halls kyrka (687) – Halls fiskeläge
- Länsväg I 687: Halls kyrka (686) – Västös – Kappelshamn (149)
- Länsväg I 688: väg till Kappelshamn (149)
- Länsväg I 689: Takstens (148) – Storugns (690). Vägen avstängd tills vidare
- Länsväg I 690: Vikers (149) – Storugns (689) – Raukudd (691) – Fleringe kyrka (693, 692) – Ar – Hau (698) – Bunge kyrka (148)
- Länsväg I 691: Raukudd (690) – Lunderhage (692) – Bläse
- Länsväg I 692: Fleringe kyrka (690) – Lunderhage (691)
- Länsväg I 693: Rute prästgård – Rute kyrka (148) – Fleringe kyrka (690)
- Länsväg I 695: Fårösund (148, 696) – Bungenäs. Genom Fårösund: Strandvägen
- Länsväg I 696: Sundsvägen i Fårösund (148 – 695)
- Länsväg I 698: Hau (690) – militärt övningsfält
- Länsväg I 699: Fårösund (färjeläget) – färjeled till Fårö – Broa – Hammars (700) – Fårö kyrka (701) – Vinor (702) – Holmudden (702) – Fårö fyr

## 700–799
- Länsväg I 700: Hammars (699) – Lansa. Sista 1,3 km närmast Lansaholm är en enkel skogsväg med mycket låg standard.
- Länsväg I 701: Fårö kyrka (699) – Lauterhorn
- Länsväg I 702: Vinor (699) – Butleks – Skär – Holmudden (699)
- Länsväg I 704: väg till Bunge kyrka (148)
- Länsväg I 706: Lärbro (149) – Tängelgårda (673)
- Länsväg I 707: Bräntings (683) – Bunn (148)
- Länsväg I 708: Vägume (674) – Lärbro (148)
- Länsväg I 709: Grausne (149) – Lickershamn
- Länsväg I 710: väg till och förbi Hellvi kyrka (678 – 678)
- Länsväg I 711: Skolgatan i Slite (147 – 663 – 658 – 664)
- Länsväg I 712: Hallsarve (540) – Goks (548)
- Länsväg I 713: Pajse (665) – Stenkyrka kyrka (670)
- Länsväg I 714: Ansarve (140) – Tofta kyrka – Licksarve (140)
- Länsväg I 715: väg till och förbi Ala kyrka (143 – 143)
- Länsväg I 716: Lillbäls (147) – Bäls kyrka (635)